# (36877) 2000 SX152
2000 SX152 (asteroide 36877) é um asteroide da cintura principal. Possui uma excentricidade de 0.05903360 e uma inclinação de 0.66793º.
Este asteroide foi descoberto no dia 24 de setembro de 2000 por LINEAR em Socorro.